# تامی لی والاس
تامی لی والاس (انگلیسی: Tommy Lee Wallace؛ زادهٔ ۸ اکتبر ۱۹۴۹) یک فیلم‌نامه‌نویس، تهیه‌کننده، و کارگردان اهل ایالات متحده آمریکا است.